# Municipio de Todd (condado de Fulton)
El municipio de Todd (en inglés: Todd Township) es un municipio ubicado en el condado de Fulton en el estado estadounidense de Pensilvania. En el año 2000 tenía una población de 1.488 habitantes y una densidad poblacional de 20 personas por km².

## Geografía
El municipio de Todd se encuentra ubicado en las coordenadas 39°58′00″N 77°57′29″O / 39.96667, -77.95806.

## Demografía
Según la Oficina del Censo en 2000 los ingresos medios por hogar en la localidad eran de $37,292 y los ingresos medios por familia eran de $41,976. Los hombres tenían unos ingresos medios de $31,728 frente a los $21,458 para las mujeres. La renta per cápita de la localidad era de $16,726. Alrededor del 10,2% de la población estaba por debajo del umbral de pobreza.